# Gamasomorpha patquiana
Gamasomorpha patquiana là một loài nhện trong họ Oonopidae.
Loài này thuộc chi Gamasomorpha. Gamasomorpha patquiana được miêu tả năm 1954 bởi Birabén.